# Metal en polvo

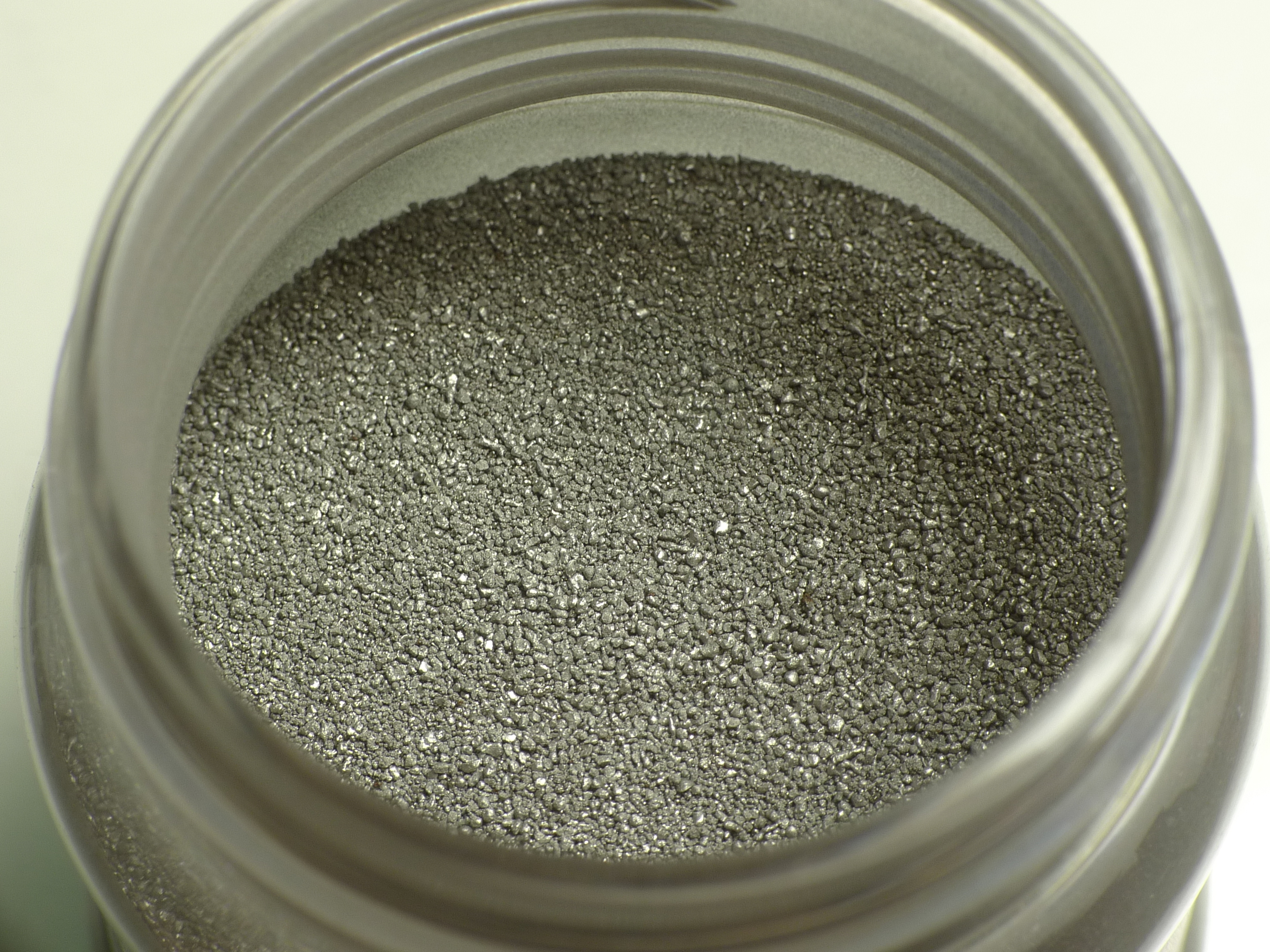
Hierro en polvo.

El metal en polvo es un elemento metálico que se ha descompuesto en forma de partículas finas. Algunos metales que se pueden encontrar en polvo son el aluminio, níquel, hierro y muchos más. Hay cuatro formas diferentes de realizar la descomposición de metales en polvo:
- Reducción directa[6]
- Atomización de gas[6]
- Atomización líquida[6]
- Atomización centrífuga[6]

## Procesos
Se pueden utilizar los siguientes procesos para producir metal en polvo:
1. La reducción directa es el resultado de mezclar carbón con mineral de óxido de hierro, calentar la mezcla, retirar la esponja de hierro del carbón, molerlo, recocerlo y molerlo para que el polvo se pueda utilizar.
2. La atomización de gas ocurre cuando un metal fundido pasa a través de un conducto hacia una cámara llena de gas que lo enfría. A medida que cae, se recoge y se endurece hasta convertirlo en polvo.
3. La atomización líquida es similar a la atomización de gas, pero en cambio el metal se rocía con líquido a alta presión que solidifica las gotas más rápidamente. Esto da como resultado que el polvo sea más poroso, pequeño y limpio.
4. La atomización centrífuga ocurre cuando un metal se coloca en una cámara en forma de varilla y se funde eléctricamente, en el extremo de la varilla, para producir gotas fundidas que caen en otra cámara y luego se solidifican.

## Tipos y usos[7]
- Aluminio en polvo: fuegos artificiales, pinturas metálicas, fabricación de células solares en el sector de las energías verdes.
- Bismuto en polvo: producción de baterías, varillas de soldadura, creación de aleaciones.
- Cadmio en polvo: vidriado utilizado en cerámica, conductores transparentes, baterías de níquel-cadmio.
- Hierro en polvo: Productos magnéticos, estampación, pastillas de freno, ciertos tipos de tintes.
- Níquel en polvo: utilizado para resistir la corrosión, como en la industria marina.

- Níquel Raney: utilizado como catalizador.

- Negro platino: utilizado como catalizador.
- Titanio en polvo